# Ice : Tempête de glace aux USA
Pour plus de détails, voir Fiche technique et Distribution.
Ice : Tempête de glace aux USA (Ice) est un téléfilm américain diffusé en 1998 et réalisé par Jean de Segonzac.

## Synopsis
À Los Angeles au mois de mai, le professeur Kistler fait une découverte stupéfiante : le Soleil est déjà partiellement refroidi, ce qui provoque une nouvelle ère glaciaire sur la totalité de l'hémisphère Nord. En contact avec la Maison Blanche, il apprend qu'un navire militaire va être affrété à destination de l’équateur, qui n'est pas touché par le refroidissement. Le Président lui offre une place pour ce voyage uniquement destiné aux personnalités importantes du pays. Le professeur tente alors de quitter Los Angeles en automobile, mais il est rapidement bloqué par la neige. Continuant son périple à pied, il croise une voiture dans laquelle une jeune femme et deux policiers tentent aussi de s'enfuir. Il les convainc de l'emmener à destination du navire, leur promettant une place à son bord...

## Fiche technique
- Réalisateur : Jean de Segonzac
- Année de production : 1998
- Durée : 93 minutes
- Format : 1,33:1, couleur
- Son : stéréo
- Dates de premières diffusions :
  -  États-Unis : 29 novembre 1998
  -  France : 19 janvier 2001 sur M6
- Interdit aux moins de 10 ans

## Distribution
- Grant Show (VF : Thierry Ragueneau) : Robert Drake
- Eva LaRue (VF : Magali Barney) : Alison
- Udo Kier : Dr Norman Kistler
- Flex Alexander : Kelvin dit Flex
- Diego Fuentes (VF : Nicolas Marié) : Zapata
- Elias Zarou : Dr Tyson
- Kristin Booth : Jessica

 Source et légende : version française (VF) sur RS Doublage